# Bandiere del Regno di Napoli
Nella storia del Regno di Napoli i vari monarchi o governi che si sono succeduti nell'amministrazione del suo territorio hanno adottato diverse bandiere, in corrispondenza spesso con il cambio delle dinastie regie.

## Bandiera angioina
La prima vera e propria bandiera del regno di Napoli fu quella adottata da Carlo I al momento della sua incoronazione a Re di Sicilia. È l'evoluzione del suo blasone in cui erano rappresentati i gigli di Francia, una concessione araldica che il regno di Francia dava, a partire da Filippo il Bello ai nobili di particolare merito. Sulla cima della bandiera, in linea con quanto rappresentato dallo stemma angioino, vi è il lambello rosso a tre gocce che contraddistingue il ramo cadetto della casa d'Angiò. Il simbolo araldico divenne caratteristico delle famiglie del partito guelfo, capeggiato da Carlo I di Napoli, il quale lo diede in concessione alle casate nobiliari devote al nuovo sovrano di Napoli. Il lambello è rappresentato spesso in una forma tipica detta capo d'Angiò o capo di Napoli.

Stemma degli Angioini
Bandiera degli Angioini di Napoli
Stemma degli Angioini re di Gerusalemme
Stemma del re di Gerusalemme

## Bandiera aragonese
La bandiera aragonese fu portata a Napoli da Alfonso I, il quale riuscì nell'unificazione della corona del rex Siciliae ultra (o re di Trinacria, ovvero la Sicilia aragonese) con quella del rex Siciliae citra (regno di Sicilia angioino, ovvero il regno di Napoli) nel titolo di rex Utriusque Siciliae. Come bandiera del regno di Napoli egli adottò sia la versione tradizionale del suo stato, le Barre di Aragona, consistente in quattro barre orizzontali rosse su sfondo giallo, che, secondo la leggenda, rappresenterebbero le quattro linee rosse tracciate da Goffredo il Villoso sul proprio scudo dorato poco prima di morire in una battaglia contro gli arabi, sia una nuova bandiera locale creata inquartando le Barre di Aragona, con le insegne degli Angiò-Durazzo, che, oltre a quella napoletana, avevano cinto le corone di Ungheria e, nominalmente, di Gerusalemme.

Bandiera aragonese
Bandiera dei Trastámara di Napoli
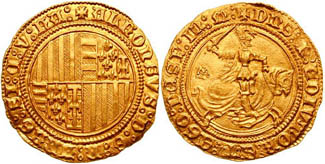
Il vessillo del rex Utriusque Siciliae su un Carlino

## Viceregno francese, spagnolo e austriaco
In seguito alla guerra d'Italia del 1499-1504 il regno di Napoli venne conquistato da Luigi XII di Francia. Tale occupazione persistette sino al gennaio del 1504, quando i francesi cedettero il regno agli aragonesi con l'armistizio di Lione. 
In seguito alla morte di Ferdinando II d'Aragona, avvenuta nel 1516, il regno divenne un viceregno della corona spagnola, rimanendovi fino al 1707, quando venne occupato dagli austriaci nel contesto della guerra di successione spagnola. 
A partire da quell'anno (formalmente dal 1713, anno della stipula del trattato di Utrecht) sino al 1734, il regno di Napoli fu uno stato appartenente agli Asburgo d'Austria.

Bandiera francese (1501-1504)
Bandiera dell'Impero spagnolo (Croce di Borgogna, 1506-1701)
Bandiera spagnola (1701-1713)
Bandiera del periodo austriaco (1713-1734)

## Bandiera borbonica
Nel 1734 il regno di Napoli venne conquistato dagli spagnoli, nel contesto della guerra di successione polacca. La definitiva separazione tra la corona spagnola e quelle napoletana e siciliana si concretizzò nel 1759. Il regno venne assegnato ad un ramo dei Borbone di Spagna, chiamato in seguito Borbone delle Due Sicilie. Durante tutto il periodo borbonico il vessillo del regno fu una bandiera bianca, colore dei Borbone di Francia, sulla quale era rappresentato il blasone della famiglia reale. Questa usanza verrà mantenuta anche quando i regni di Napoli e Sicilia verranno unificati nel Regno delle Due Sicilie.

Stemma di Carlo di Borbone nella variante per il Regno di Napoli
Stemma di Ferdinando IV
Bandiera di stato e navale borbonica (1734-1799) (1799-1806) (1816-1848, 1849-1860, Regno delle Due Sicilie)
Bandiera di stato e navale borbonica (3 aprile 1848 - 19 marzo 1849)
Bandiera di stato e navale borbonica (25 giugno 1860 - 20 marzo 1861)

- Bandiera di stato e navale
borbonica
(1734-1799)
(1799-1806)
(1816-1848, 1849-1860, Regno delle Due Sicilie)
- Bandiera di stato e navale borbonica
(3 aprile 1848 - 19 marzo 1849)
- Bandiera di stato e navale borbonica
(25 giugno 1860 - 20 marzo 1861)

## Bandiera repubblicana
La bandiera repubblicana fu direttamente ispirata al tricolore francese, dove però invece che il celebre blu, bianco e rosso che si vuole sia la combinazione dei colori dello stemma di Parigi con il colore reale dei Borbone, al bianco si sostituisce l'oro (colore dello stemma di Napoli).

(Repubblica partenopea, 1799)
(Ulteriore bandiera utilizzata dalla Repubblica partenopea, 1799: vedi)

## Bandiere napoleoniche
La prima bandiera napoleonica (1806-1808) del Regno di Napoli (1806-1815) fu adottata quando Giuseppe Bonaparte divenne re di Napoli (1806), riprendendo il tricolore della repubblica romana sorta in età rivoluzionaria e caduta poi nel 1799. Giuseppe Bonaparte frequentò spesso Roma durante la rivoluzione come ambasciatore della prima Repubblica francese, potendo assistere poi anche alla fine dell'esperienza rivoluzionaria, quando le truppe borboniche si spinsero fino a Roma per reinsediare il governo pontificio. Quando però Napoleone tornò ad occupare Napoli, inviando nel Mezzogiorno le truppe francesi al comando di Laurent de Gouvion-Saint-Cyr, conquistato il Napoletano, nominò suo fratello Giuseppe Bonaparte re di Napoli. Roma intanto veniva annessa all'impero francese insieme alla Toscana: il nuovo re di Napoli, per connotare l'identità italiana del Mezzogiorno, adottò come vessillo del suo regno gli antichi simboli della rivoluzione romana. Il tricolore romano era costruito sul modello di quello francese: le bande però erano orizzontali e al blu fu sostituito il nero, colore del drago capitolino, simbolo del potere laico restaurato che avrebbe dovuto governare su Roma e sull'antica teocrazia pontificia. Con l'avvincendamento sul trono di Napoli di Gioacchino Murat (1808), dopo la partenza di Giuseppe Bonaparte per la Spagna, i colori della rivoluzione romana furono disposti in modo tale da rappresentare, nella bandiera, una sorta di losanga, secondo la consuetudine dei rivoluzionari italiani ai tempi di Napoleone. La prima bandiera murattiana (1808-1811) conteneva anche il nuovo stemma delle Due Sicilie (prima rappresentazione come entità storico-geografica), con l'aquila imperiale francese, il triscele siciliano e il cavallo di Napoli. La seconda bandiera murattina (1811-1815), la più originale fra i simboli del Mezzogiorno, rappresentava lo stemma del nuovo stato in un vessillo a sfondo azzurro circondato da una cornice rettangolare scaccata di rosso e bianco. Lo stemma unisce all'aquila d'oro, simbolo dell'Impero francese, il cavallo nero su sfondo dorato come emblema di Napoli e il triscele per rappresentare la Sicilia. La corona all'apice dello stemma rappresenta il titolo regale di Murat ottenuto secondo una costituzione, lo statuto di Baiona, mentre lo sfondo per la prima volta riprende i colori dello stemma degli Altavilla, primi sovrani di Sicilia. Per la prima volta l'unione formale, rivendicata da Murat, delle corone di Sicilia e Napoli era rappresentata in una bandiera. Nel titolo di re di Sicilia, annesso a quello ereditario del Legato di Sicilia per cui il re esercitava il controllo assoluto sul clero nazionale e sulle proprietà delle parrocchie, i movimenti politici rivoluzionari, giansenisti e anticurialisti individuavano la legittimazione storica alle loro ambizioni giurisdizionaliste.

Bandiera di Giuseppe Bonaparte (1806-1808)
Prima bandiera murattiana (1808-1811)
Seconda bandiera murattiana (1811-1815)
Bandiera murattiana per la marina mercantile (1811-1815)
Stemma delle Due Sicilie sotto Giuseppe Bonaparte (1806-1808)
Stemma delle Due Sicilie sotto Gioacchino Murat (1808-1815)